# Gaston Etienne
Gaston Etienne (Chapelle-lez-Herlaimont, 21 februari 1902 - 2 april 1995) was een Belgische atleet, die gespecialiseerd was in het speerwerpen, polsstokhoogspringen en de tienkamp. Hij nam eenmaal deel aan de Olympische Spelen en werd op twee onderdelen zes maal Belgisch kampioen.

## Biografie
Etienne verbeterde in 1925 het Belgisch record speerwerpen van Adolphe Hauman tot 49,60 m. Na enkele recordverbeteringen van hem en van Jules Herremans bracht hij dit record in 1930 naar 59,34 m.
In 1928 nam Etienne deel aan de Olympische Spelen van Amsterdam, waar hij werd uitgeschakeld in de kwalificaties van het speerwerpen en drieëntwintigste werd op de tienkamp. Het jaar nadien werd hij voor het eerst Belgisch kampioen, zowel in het polsstokhoogspringen als in het speerwerpen. De volgende vijf jaren werd hij nog driemaal Belgisch kampioen speerwerpen en eenmaal in het polsstokhoogspringen.

### Clubs
Ettienne was aangesloten bij CS Charleroi.

## Belgische kampioenschappen
| Onderdeel            | Jaar                   |
| -------------------- | ---------------------- |
| polsstokhoogspringen | 1929, 1931             |
| speerwerpen          | 1929, 1930, 1932, 1934 |

## Persoonlijk record
| Onderdeel   | Prestatie | Datum        | Plaats    |
| ----------- | --------- | ------------ | --------- |
| speerwerpen | 59,34 m   | 27 juli 1930 | Antwerpen |

## Palmares

### polsstokhoogspringen
- 1929:  BK AC - 3,40 m
- 1931:  BK AC - 3,40 m

### speerwerpen
- 1928: 22e in kwal. OS in Amsterdam - 54,34 m
- 1929:  BK AC - 56,91 m
- 1930:  BK AC - 56,42 m
- 1932:  BK AC - 58,28 m
- 1934:  BK AC - 57,40 m

### tienkamp
- 1928: 23e op OS in Amsterdam - 5256,625 p